# Státní ústav památkové péče a ochrany přírody
Státní ústav památkové péče a ochrany přírody (zkratka SÚPPOP) byl československý ústav zřízený jako resortní ministerstva školství (resp. kultury) roku 1958 podle zákona o kulturních památkách (22/1958 Sb.) a fungoval až do roku 1990 (poté až do roku 2002 jako Státní ústav památkové péče). Jednalo se o právního nástupce Státní památkové správy. Do kompetence spadala jednak státní památková péče, tak zcela nově i ochrana přírody. Podle zákona byl ústav vymezen jako odborný (tzn. přišel o veškerou výkonné moc), měl provádět „výzkum, průzkum, dokumentaci, vědecké hodnocení a popularisaci památek,“ řešil „otázky teorie a praxe ochrany, konservace, obnovy a kulturního využití památek“ (§ 19), nově zřizované výkonné orgány památkové péče si mohly (a někdy musely) vyžádat od ústavu odborné posudky (a to zejména u národních kulturních památek a památkových rezervací). Podle statutu také navíc ústav získal pravomoc dohledu nad výkonem státní památkové péče. Kompetence na úseku ochrany přírody vycházely ze zákona 40/1956 Sb.
Od roku 1978 byl ústav řízen Ústředím státní památkové péče a ochrany přírody (mezičlánek mezi ministerstvem a ústavem).

## Organizace a pravomoci
Oproti předchůdci SPS měl Státní ústav značně omezené pravomoci, ve vymezení pravomocí navazoval na v roce 1951 zřízený Státní památkový ústav a převzal také některé dokumentačním úkoly které před rokem 1953 vykonával Státní fotoměřický ústav. Další omezení spočívalo ve výrazné decentralizaci, krajské národní výbory získaly jednak výkonné pravomoci ve státní památkové péči, ale také zřizovaly svoje odborné organizace tzv. Krajská střediska státní památkové péče a ochrany přírody (KSSPPOP), v průběhu 60. a 70. letech dokonce začala (ne zcela důsledně) vznikat i okresní střediska státní památkové péče a ochrany přírody (např. v Olomouci). Nad těmito organizacemi byl přiznán Státnímu ústavu dohled.

### KSSPPOP
- Středisko památkové péče a ochrany přírody hl. m. Prahy

- Krajské středisko státní památkové péče a ochrany přírody (KSSPPOP) Brno
- Krajské středisko státní památkové péče a ochrany přírody (KSSPPOP) České Budějovice
- Krajské středisko státní památkové péče a ochrany přírody (KSSPPOP) Olomouc
- Krajské středisko státní památkové péče a ochrany přírody (KSSPPOP) Pardubice
- Krajské středisko státní památkové péče a ochrany přírody (KSSPPOP) Plzeň
- Krajské středisko státní památkové péče a ochrany přírody (KSSPPOP) Ústí nad Labem

- Okresní střediska státní památkové péče a ochrany přírody

## Právní normy
- zákon 22/1958 Sb., o kulturních památkách – zakládá SÚPPOP (§ 19)
- výnos ministra školství a kultury ze dne 28. 8. 1958 38.736/58-E-I, Věstník MŠK 1958, s. 277 – statut ústavu
- výnos ministra ze dne 28. 12. 1979 čj. 25 892/79, Věstník MŠ a MK ČSR, ro. XXXVI, sešit 3 – statut ústavu